# Мізері
Мізері́ (фр. Misery) — колишній муніципалітет у Франції, у регіоні О-де-Франс, департамент Сомма. Населення — 136 осіб (2011).
Муніципалітет був розташований на відстані близько 120 км на північ від Парижу, 45 км на схід від Ам'єна.

## Історія
1 січня 2019 року Мізері і Маршелепо було об'єднано в новий муніципалітет Маршелепо-Мізері.

## Демографія
Динаміка населення (INSEE ):

## Економіка
2010 року серед 89 осіб працездатного віку (15—64 років) 64 були активними, 25 — неактивними (показник активності 71,9%, у 1999 році було 68,9%). З 64 активних мешканців працювало 59 осіб (36 чоловіків та 23 жінки), безробітними було 5 (2 чоловіки та 3 жінки). Серед 25 неактивних 8 осіб було учнями чи студентами, 7 — пенсіонерами, 10 були неактивними з інших причин.

У 2010 році в муніципалітеті числилось 54 оподатковані домогосподарства, у яких проживали 137,5 особи, медіана доходів виносила 16 917 євро на одного особоспоживача